# Copiapó
Copiapó – miasto i gmina w północnym Chile, na skraju pustyni Atakama, przy Drodze Panamerykańskiej, ośrodek administracyjny regionu Atacama. Około 130 tys. mieszkańców. Dnia 5 sierpnia 2010 w kopalni w Copiapó wydarzyła się katastrofa górnicza, jednak nikt nie zginął. Górników uratowano 13 października 2010 roku.